# Felix Serralles

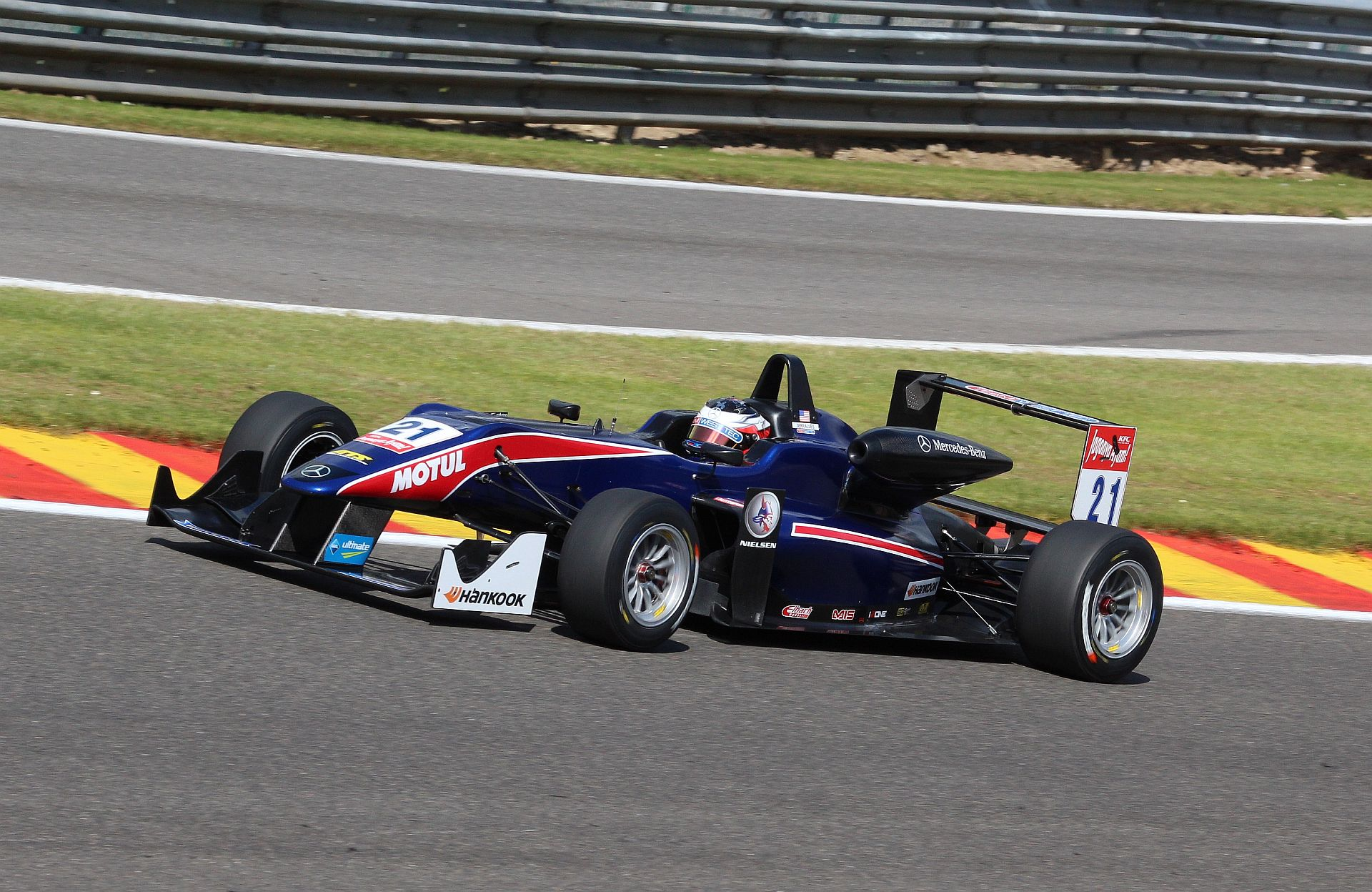
Felix Serralles in Spa-Francorchamps in der europäischen Formel-3-Meisterschaft 2014

Felix Juan Serralles IV (* 24. Juni 1992 in Ponce) ist ein puerto-ricanischer Automobilrennfahrer. Er startete von 2015 bis 2016 in der Indy Lights.

## Karriere
Serralles begann seine Motorsportkarriere 2001 im Kartsport, in dem er bis 2005 aktiv blieb. Nach einer Pause zur Beendigung seiner schulischen Bildung wechselte Serralles 2007 in den nordamerikanischen Formelsport und blieb bis 2009 in regionalen Skip Barber Series. 2009 begann er zudem in der Skip Barber National Championship zu fahren. 2010 gewann er in dieser Meisterschaft zwei Rennen und wurde Gesamtdritter. Darüber hinaus startete er in der U.S. F2000 National Championship und der F2000 Championship Series. In der U.S. F2000 National Championship beendete er ein Rennen auf dem zweiten Platz, da er aber als Gaststarter teilnahm, kam er nicht in die Wertung. Außerdem machte er in der Continental Tire Sports Car Challenge erste Erfahrungen im GT-Sport und bei einzelnen Formel-Ford-Rennen und als Gaststarter der britischen Formel-Renault-Wintermeisterschaft erste Erfahrungen in Europa.
2011 wechselte Serralles nach Europa. Er erhielt einen Vertrag bei Fortec Motorsport und kam in mehreren Serien zum Einsatz. Im Formel Renault 2.0 Eurocup beendete er die Saison mit regelmäßigen Punkteplatzierungen auf dem zwölften Platz der Fahrerwertung. Damit unterlag er intern Will Stevens, der Vierter wurde. Außerdem nahm Serralles als Gaststarter an mehreren Rennen der britischen Formel Renault teil. Dabei kam er einmal auf dem zweiten Platz ins Ziel. In der anschließenden Winterserie der britischen Formel Renault nahm er als regulärer Fahrer teil und erreichte mit zwei dritten Plätzen den achten Rang im Gesamtklassement. Sein Teamkollege Oliver Rowland entschied die Serie für sich.
Anfang 2012 nahm Serralles für Giles Motorsport an der Toyota Racing Series teil. Während sein Teamkollege Nick Cassidy die Meisterschaft gewann, schloss Serralles die Saison mit einem Sieg auf dem achten Platz der Fahrerwertung ab. Anschließend erhielt er für die Saison 2012 der britischen Formel-3-Meisterschaft ein Cockpit bei Fortec Motorsport. Es gelang ihm gleich beim Saisonauftakt ein Rennen für sich zu entscheiden. Mit insgesamt fünf Siegen wurde Serralles als bester Fortec-Pilot Dritter in der Fahrerwertung. Darüber hinaus absolvierte er sechs Gaststarts in der Formel-3-Euroserie. 2013 trat Serralles für Giles Motorsport erneut in der Toyota Racing Series an. Er gewann zwei Rennen und erreichte den sechsten Gesamtrang. Im weiteren Jahresverlauf ging Serralles 2013 in der europäischen Formel-3-Meisterschaft für Fortec an den Start. Zwei zweite Plätze waren seine besten Resultate. Er beendete die Saison als zweitbester Fahrer seines Rennstalls auf dem elften Rang. Darüber hinaus nahm Serralles 2013 für Fortec Motorsport an einer Veranstaltung der britischen Formel 3 teil. 2014 blieb Serralles in der europäischen Formel-3-Meisterschaft und wechselte zum Team West-Tec F3, das neu in die Meisterschaft einstieg. Mit einem vierten Platz als bestem Ergebnis lag er am Saisonende auf dem zwölften Platz im Gesamtklassement.
2015 kehrte Serralles nach Nordamerika zurück und ging für Belardi Auto Racing in der Indy Lights an den Start. In West Allis gewann er erstmals. Er beendete die Saison auf dem siebten Platz in der Fahrerwertung und setzte sich damit intern gegen Juan Piedrahita durch. Nach Ende der Indy-Lights-Saison nahm Serralles an einigen Formel-3-Rennen in Europa teil. Für Jo Zeller Racing trat er zum Formel-3-Masters und für Mücke Motorsport zu einer Veranstaltung der europäischen Formel-3-Meisterschaft an. 2016 wechselte Serralles innerhalb der Indy Lights zu Carlin. Er gewann den Saisonauftakt in Saint Petersburg und war im weiteren Saisonverlauf auch in Newton siegreich. Während sein Teamkollege Ed Jones die Meisterschaft für sich entschied, wurde Serralles Sechster der Gesamtwertung.

## Statistik

### Karrierestationen
| - 2001–2005: Kartsport - 2007–2009: Skip Barber Regional Series - 2009: Skip Barber National Championship - 2010: Skip Barber National Championship (Platz 3) - 2010: F2000 Championship Series - 2010: Continental Tire Sports Car Challenge, GS (Platz 91) | - 2011: Formel Renault 2.0 Eurocup (Platz 12) - 2011: Britische Formel Renault, Winterserie (Platz 8) - 2012: Toyota Racing Series (Platz 8) - 2012: Britische Formel 3 (Platz 3) - 2013: Toyota Racing Series (Platz 6) - 2013: Europäische Formel 3 (Platz 11) | - 2013: Britische Formel 3 (Platz 10) - 2014: Europäische Formel 3 (Platz 12) - 2015: Indy Lights (Platz 7) - 2015: Europäische Formel 3 - 2016: Indy Lights (Platz 6) |

### Einzelergebnisse in der europäischen Formel-3-Meisterschaft
| Jahr | Team                        | Motor    | 1   | 2   | 3   | 4   | 5   | 6   | 7   | 8   | 9   | 10  | 11  | 12  | 13  | 14  | 15  | 16  | 17  | 18  | 19  | 20  | 21  | 22  | 23  | 24  | 25  | 26  | 27  | 28  | 29  | 30  | 31  | 32  | 33  | Punkte | Rang |
| ---- | --------------------------- | -------- | --- | --- | --- | --- | --- | --- | --- | --- | --- | --- | --- | --- | --- | --- | --- | --- | --- | --- | --- | --- | --- | --- | --- | --- | --- | --- | --- | --- | --- | --- | --- | --- | --- | ------ | ---- |
| 2013 | Fortec Motorsports          | Mercedes | MON | MON | MON | SIL | SIL | SIL | HO1 | HO1 | HO1 | BRH | BRH | BRH | SPI | SPI | SPI | NOR | NOR | NOR | NÜR | NÜR | NÜR | ZAN | ZAN | ZAN | VAL | VAL | VAL | HO2 | HO2 | HO2 |     |     |     | 104    | 11.  |
| 2013 | Fortec Motorsports          | Mercedes | 6   | 7   | 16  | 8   | DNF | 4   | 2   | 5   | 2   | 16  | 15  | 16  | DNF | 22  | 13  | 4   | 6   | DNF | 8   | 8   | 12  | DNF | DNF | 15  | DNF | DNF | DNF | 11  | DNF | DNF |     |     |     | 104    | 11.  |
| 2014 | Team West-Tec F3            | Mercedes | SIL | SIL | SIL | HO1 | HO1 | HO1 | PAU | PAU | PAU | HUN | HUN | HUN | SPA | SPA | SPA | NOR | NOR | NOR | MOS | MOS | MOS | SPI | SPI | SPI | NÜR | NÜR | NÜR | IMO | IMO | IMO | HO2 | HO2 | HO2 | 82     | 12.  |
| 2014 | Team West-Tec F3            | Mercedes | 7   | 15  | 10  | 8   | 8   | DNF | 6   | 8   | 13  | 7   | 8   | 7   | 11  | DNF | 4   | 8   | 11  | 13  | 9   | 10  | DNF | 14  | DNF | DNF | 12  | DNF | 7   | 8   | 8   | 9   | 9   | 11  | DNF | 82     | 12.  |
| 2015 | kfzteile24 Mücke Motorsport | Mercedes | SIL | SIL | SIL | HO1 | HO1 | HO1 | PAU | PAU | PAU | MNZ | MNZ | MNZ | SPA | SPA | SPA | NOR | NOR | NOR | ZAN | ZAN | ZAN | SPI | SPI | SPI | POR | POR | POR | NÜR | NÜR | NÜR | HO2 | HO2 | HO2 | 0      | –    |
| 2015 | kfzteile24 Mücke Motorsport | Mercedes |     |     |     |     |     |     |     |     |     |     |     |     |     |     |     |     |     |     |     |     |     |     |     |     |     |     |     | 18  | DNF | 15  |     |     |     | 0      | –    |

### Einzelergebnisse in der Indy Lights
| Jahr | Team                | 1   | 2   | 3   | 4   | 5   | 6    | 7    | 8    | 9   | 10  | 11  | 12  | 13  | 14  | 15  | 16  | 17  | 18  | Punkte | Rang |
| ---- | ------------------- | --- | --- | --- | --- | --- | ---- | ---- | ---- | --- | --- | --- | --- | --- | --- | --- | --- | --- | --- | ------ | ---- |
| 2015 | Belardi Auto Racing | STP | STP | LBH | BAR | BAR | INDY | INDY | INDY | TOR | TOR | MIL | IOW | MDO | MDO | LAG | LAG |     |     | 225    | 7.   |
| 2015 | Belardi Auto Racing | 13  | 8   | 3   | 6   | 4   | 9    | 11   | 11   | 11  | 7   | 1   | 10  | 10  | 5   | 13  | 8   |     |     | 225    | 7.   |
| 2016 | Carlin              | STP | STP | PHO | BAR | BAR | INDY | INDY | INDY | ROA | ROA | IOW | TOR | TOR | MDO | MDO | WGL | LAG | LAG | 311    | 6.   |
| 2016 | Carlin              | 1   | 4   | 7   | 2   | 15  | 7    | 5    | 6    | 3   | 17  | 1   | 2   | 10  | 4   | 10  | 7   | 8   | 5   | 311    | 6.   |